# Savior Sorrow
Savior Sorrow – szósty album studyjny amerykańskiej grupy muzycznej Mushroomhead.

## Lista utworów
1. "12 Hundred" - 3:21
2. "Simple Survival" - 3:15
3. "Damage Done" - 3:40
4. "Save Us" - 3:46
5. "Tattoo" - 4:07 (Gościnnie: Sean Kane)
6. "Erase the Doubt" - 4:16
7. "Burn" - 2:53
8. "Just Pretending" - 4:12
9. "The Need" - 4:56
10. "Cut Me" - 5:24
11. "The Fallen" - 4:22
12. "Embrace the Ending" - 4:53

## Twórcy
- Jeffrey Nothing - śpiew, autor tekstów
- Waylon - śpiew, autor tekstów
- Gravy - gitara
- Bronson - gitara
- Pig Benis - gitara basowa
- Shmotz - instrumenty klawiszowe
- Skinny - bębny, perkusja, produkcja
- ST1TCH - Sample, gramofony